# Ken McGregor
Kenneth Bruce «Ken» McGregor (Adelaida, 2 de juny de 1929 − Adelaida, 1 de desembre de 2007) fou un tennista australià.
Va guanyar títols de Grand Slam individualment, en dobles masculins i dobles mixts, però va destacar especialment en dobles masculins fent parella amb el seu compatriota Frank Sedgman, esdevenint una de les millors parelles de la història del tennis. També va formar part de l'equip australià de Copa Davis que va guanyar tres títols consecutius de 1950 a 1952. L'any següent va esdevenir professional.

## Biografia
Fill de Bruce i Winnifred McGregor, tenia una germana més gran anomenada Betty. El seu pare fou futbolista i entrenador de futbol a Austràlia.
Es va casar amb Winifred Caro l'any 1953, amb la qual va tenir dos fills. Va morir l'any 2007 a causa d'un càncer d'estómac.

## Torneigs de Grand Slam

### Individual: 4 (1−3)
| Resultat  | Núm. | Any  | Torneig                      | Oponent       | Marcador             |
| --------- | ---- | ---- | ---------------------------- | ------------- | -------------------- |
| Finalista | 1.   | 1950 | Australian Championships     | Frank Sedgman | 3−6, 4−6, 6−4, 1−6   |
| Finalista | 2.   | 1951 | Australian Championships (2) | Dick Savitt   | 3−6, 6−2, 3−6, 1−6   |
| Finalista | 3.   | 1951 | Wimbledon Championships      | Dick Savitt   | 4−6, 4−6, 4−6        |
| Guanyador | 1.   | 1952 | Australian Championships     | Frank Sedgman | 7−5, 12−10, 2−6, 6−2 |

### Dobles masculins: 8 (7−1)
| Resultat  | Núm. | Any  | Torneig                      | Parella       | Oponents                      | Marcador                  |
| --------- | ---- | ---- | ---------------------------- | ------------- | ----------------------------- | ------------------------- |
| Guanyador | 1.   | 1951 | Australian Championships     | Frank Sedgman | John Bromwich Adrian Quist    | 11−9, 2−6, 6−3, 4−6, 6−3  |
| Guanyador | 2.   | 1951 | Internationaux de France     | Frank Sedgman | Gardnar Mulloy Dick Savitt    | 6−2, 2−6, 9−7, 7−5        |
| Guanyador | 3.   | 1951 | Wimbledon Championships      | Frank Sedgman | Jaroslav Drobný Eric Sturgess | 3−6, 6−2, 6−3, 3−6, 6−3   |
| Guanyador | 4.   | 1951 | US Championships             | Frank Sedgman | Don Candy Mervyn Rose         | 10−8, 6−4, 4−6, 7−5       |
| Guanyador | 5.   | 1952 | Australian Championships (2) | Frank Sedgman | Don Candy Mervyn Rose         | 6−4, 7−5, 6−3             |
| Guanyador | 6.   | 1952 | Internationaux de France (2) | Frank Sedgman | Gardnar Mulloy Dick Savitt    | 6−3, 6−4, 6−4             |
| Guanyador | 7.   | 1952 | Wimbledon Championships (2)  | Frank Sedgman | Vic Seixas Eric Sturgess      | 6−3, 7−5, 6−4             |
| Finalista | 1.   | 1952 | US Championships             | Frank Sedgman | Mervyn Rose Vic Seixas        | 6−3, 8−10, 8−10, 8−6, 6−8 |

### Dobles mixts: 1 (1−0)
| Resultat  | Núm. | Any  | Torneig          | Parella                 | Oponents                 | Marcador      |
| --------- | ---- | ---- | ---------------- | ----------------------- | ------------------------ | ------------- |
| Guanyador | 1.   | 1950 | US Championships | Margaret Osborne duPont | Doris Hart Frank Sedgman | 6−4, 3−6, 6−3 |

## Palmarès

### Equips: 3 (3−0)
| Resultat  | Núm. | Data                        | Torneig                                | Superfície | Equip                                          | Oponents                                                   | Marcador |
| --------- | ---- | --------------------------- | -------------------------------------- | ---------- | ---------------------------------------------- | ---------------------------------------------------------- | -------- |
| Guanyador | 1.   | 25 − 27 d'agost de 1950     | Copa Davis, Forest Hills, Estats Units | Gespa      | John Bromwich Frank Sedgman George Worthington | Tom Brown Gardnar Mulloy Ted Shroeder Bill Tarbert         | 4−1      |
| Guanyador | 2.   | 26 − 28 de desembre de 1951 | Copa Davis, Sydney, Austràlia          | Gespa      | Ian Ayre Frank Sedgman Mervyn Rose             | Ted Shroeder Dick Savitt Vic Seixas Tony Trabert           | 3−2      |
| Guanyador | 3.   | 29 − 31 de desembre de 1952 | Copa Davis, Adelaida, Austràlia        | Gespa      | Lew Hoad Frank Sedgman Mervyn Rose             | Straight Clark Hamilton Richardson Vic Seixas Tony Trabert | 4−1      |

## Carrera esportiva
Junt a Frank Sedgman van disputar totes vuit finals de Grand Slam disputades entre els anys 1951 i 1952, i només van cedir en la darrera, és a dir, van guanyar set títols consecutius, fita que no s'ha igualat fins al moment. Això també els va permetre completar el Grand Slam pur l'any 1951 en conquerir tots quatre títols de Grand Slam.
Fou un esportista molt complet ja que a banda de tennis, també va competir en cricket, futbol australià i lacrosse. De fet, es va dedicar al tennis professional per tal de guanyar diners, però es va retirar només amb 25 anys per tal de poder jugar a futbol australià, que era l'esport amb el qual gaudia més, i va jugar cinc temporades amb el West Adelaide Football Club a la lliga South Australian National Football League.
L'any 1999 va entrar a formar part de l'International Tennis Hall of Fame, i l'any següent a l'Australian Tennis Hall of Fame. Es va crear la Ken McGregor Fund per tal d'ajudar a joves tennistes de l'estat d'Austràlia Meridional.